# Seznam zemí a měst ve Warcraftu
Následující stránka obsahuje neúplný seznam měst a zemí světa Warcraft.

## Azeroth
Jedná se o svět, ve kterém se odehrává většina příběhu. V něm se nachází tři velké kontinenty a několik velkých a významných ostrovů s různým podnebím, přírodou i různorodými formami inteligentního života.
Deset tisíc let před První válkou mezi lidmi a orky nosil svět Azeroth pouze jediný kontinent, obklopený nekonečným oceánem. Temní elfové osídlili střed kontinentu, kde objevili Studnu věčnosti, stvořenou titány, tvůrci Azerothu. Jak čas ubíhal, objevovala královna Temných elfů Azshara se svými nejvěrnějšími urozenými Quel'Dorei stále více tajů Studny věčnosti. Quel'Dorei však moc studny využívali nerozvážně. Její moc vycítil nejtemnější padlý titan Sargeras a vyslal do světa Azerothu strašlivou Plamennou legii, vedenou Mannorothem a Archimondem. Nakonec byli tito démoni v epochální bitvě poraženi, ale za cenu výbuchu portálu ve Studni věčnosti, který vyvolal silné zemětřesení po celém světě. Když zhroucení Studny věčnosti dolehlo na samotný základ světa, začaly se ohromné jizvy v povrchu kontinentu zalévat mořskou vodou, čímž došlo k rozdělení kontinentu na několik menších, na Východní království, Northrend a západní zemi Kalimdor. Na místě bývalé Studny věčnosti zůstala jen ohlušující změť energie MaelStrom. Přeživší Temní elfové se usadili na západním kontinentu, nevědomi si nové země, která se formovala na druhé straně oceánu na východě.

### Východní Království (Eastern Kingdoms)

Východní Království

Východní Království je název pro rozsáhlý kontinent, nacházející se na východní polokouli světa Azeroth. Dále se člení na tři velké regiony: Lordaeron na severu, Khaz Modan v rovníkových oblastech a Azeroth (království, jež má stejný název jako tento svět).
| Lordaedon - Arathi Highlands - Gilneas - Hillsbrad Foothills - Hinterlands - Isle of Quel'Danas - Plaguelands - Silverpine Forest - Tirisfal Glades - Tol Barad - Quel'Thalas - Zul'Aman |  | Azeroth - Blasted Lands - Burning Steppes - Deadwind Pass - Duskwood - Elwynn Forest - Redridge Mountains - Stranglethorn Vale - Swamp of Sorrows - Westfall |  | Khaz Modan - Badlands - Dun Morogh - Loch Modan - Searing Gorge - Twilight Highlands - Wetlands - Vashj'ir |

Na tomto kontinentu se nacházejí tato království:

#### Sedm království lidí
Všech sedm království bylo postupem doby zničeno ve vyčerpávajícími válkách s orky a Pohromou nemrtvých, pouze Azeroth (resp. Království Stormwind) jako jediné přetrvalo, a pouze Dalaran byl obnoven. Bývaly to však slavné říše.

##### Lordaeron
Lordaeon je název pro subkontinent, království i město. Tvoří nejsevernější část kontinentu Východních království. Do tohoto subkontinentu patří i poloostrov Quel´Thalas. Název má původ ve třech jazycích zakládajících členů Aliance. V jazyce trpaslíků lorn znamená „země“, v obecné řeči daer znamená „lidé“, a darnassianštině ronae znamená „mírumilovný“. Jako království zaniklo po útoku Pohromy ve Třetí válce a ruiny hlavního města dnes obývají Opuštění, kteří si zbudovali podzemní město Undercity.
Království Lordaeron (také Říše Lordaeron) bylo založeno vládci Stromu, nejvýznamnější země Arathoru (dávná zaniklá lidská civilizace), toužících po úrodných zemích severu. Hlavní město sloužilo i jako duchovní centrum obyvatel Sedmi království. Když Horda, která přišla skrze Temný portál, dobyla Azeroth a Khaz Modan, uprchlo přeživší obyvatelstvo, vedené lordem Anduinem Lotharem přes moře právě do Lordaeronu. Lothar přesvědčil vůdce všech ostatních lidských národů, trpaslíky z Ironforge, gnómy z Gnomereganu i Vznešené elfy z Quel´Thalasu, aby vytvořili Alianci proti hrozbě, jež Horda představovala.
Aliance pod vedením lordaeronského krále Teranase Menethila II. a lorda Anduina Lothara zvítězila, donutila Hordu stáhnout se zpět k Temnému portálu, jenž byl následně zničen. Lothar však padl při bitvě o pevnost Blackrock Spire a bez jeho politických dovedností se objevil mezi členy Aliance svár. Lordaeron si však stále snažil držet pozici centrální síly Aliance. Následovaly roky diskuzí, jak naložit se zajatými orky, až se na severu objevil mor, přeměňující obyvatele v nemrtvé. Tato nákaza však zasáhla i lordaeronský trůn a její zkaženosti podlehl během Třetí války princ Arthas Menethil, který zabil svého otce Terenase a stal se samozvaným králem Lordaeronu, ze kterého zbyly ruiny a jeho obyvatelé prchali, jakoby ironií osudu, do obnoveného Azerothu a do Khaz Modanu. Díky Arthasovi, ovládaným agenty Pohromy, se rozpoutala občanská válka mezi nemrtvými, kteří byli rozděleni mezi zbývající Pány děsu a svobodné nemrtvé, vedené Sylvanas Windrunner. Arthas se nakonec stal králem Lichů a usadil se v Northrendu.
Z původních měst Lordaeronu zůstaly pod kontrolou lidí pouze jižní břehy v pohoří Hillsbrad a Pyrewood Village. Pod kontrolou Aliance jsou také dvě malé výspy vysokých elfů v Eastern Plaguelands a The Hinterlands. Opuštění, kteří se přidali k Hordě, ovládají původní hlavní město, přejmenované na Undercity, dále místa Deathknell, Brill, Tarren Mill a Sepulcher. Většina původního území Lordaeronu po morové ráně a pochodu nemrtvých zůstává nakažená a pod kontrolou Pohromy, včetně měst Stratholme a Andorhal.
Situace se ve World of Warcraft: Mists of Pandaria vyvinula tak, že místa jižních břehů v Hillsbradu zničily jednotky Opuštěných a Pyrewood village byla zničena v důsledku Invaze do Gilneasu. Opuštění (Forsaken) ovládly skoro všechna města někdejšího Lordaeronu, až na dvě trpasličí pevnosti v Hinterlands. Andorhal se dostal pod plnou kontrolu Opuštěných a Stratholm je poslední větší "pevností" Pohromy, vedené pánem děsu Ballnazarem.

###### Tirisfalské mýtiny
Tirisfalské paseky tvoří území na pobřeží severně od Lordaeronu, které se stalo domovem Opuštěných. Obloha nad Tirisfalem je věčně zachmuřená a stromy a rostliny téměř odumřely v důsledku kletby Krále lichů. Leží zde dvě menší sídla Brill a DeathKnell. Základnu zde mají i jejich nepřátelé Scarlet Crusade (Šarlatová křižácká výprava), Scarlet Monastery (Šarlatový klášter). Také zde žijí služebníci Pohromy.

##### Alterac
Království Alterac (počeštěně též Alterak) je nejslabší stát lidí, který se objevuje ve stejnojmenné sérii počítačových her a knih, na východě až jihovýchodě od Lordaeronu. Během druhé války se spojil s orkskou Hordou a zradil Alianci. Nakonec byl Alterac zničen vojskem Lordaeronu. Zbytky Alteracu byly poté objeveny, když se snažily zabránit Utherovi Lightbringerovi v evakuaci utrápených obyvatel Caer Darrowu. Zbývající alteracké jednotky se staly zajatci Aliance.

##### Azeroth/Stormwind
Království Azeroth se nachází na jižní části východního kontinentu (Východních království - Eastern Kingdoms). Azeroth je obývaný lidmi a jako první čelil vpádů orků a jiných bytostí z jiného světa. V první válce byl Azeroth nakonec dobyt orky a původní obyvatelé našli dočasné útočiště v severním království Lordaeron. Po skončení druhé války bylo toto království obnoveno a po zničení Lordaeronu ve třetí válce naopak poskytlo útočiště uprchlíkům ze severu.

##### Dalaran
Dalaran je městský stát, řízený radou mágů Kirin Tor. Vůdcem Kirin Toru a vládcem Dalaranu, spolu s Radou šesti, je arcimág Ansirem Runeweaver, který se stal nástupcem slavného a neméně mocného arcimága Antonidase.
Centrem celého města je pevnost Fialová Citadela (Violet Citadel), která uchovávala mocný artefakt Oko Dalaranu, který byl zdrojem veškeré magie pro dalaranské mágy. Jeho osud po zničení města Archimondem je však neznámý. Byl zde též uchován jeden z nejmocnějších artefaktů po smrti Medivha, posledního Strážce Tirisfalu, Atiesh – hůl strážce řádu Tirisfal. V Dalaranu vycvičila magii i Jaina Proudmoore, stejně tak arcimág Kel'Thuzad a řada dalších slavných mágů, jako například Krasus, Rhonin a mnoho dalších.
Kel'Thuzad po svém vzkříšení otevřel nedaleko města portál, kterým nově přišla Plamenná legie a Archimonde do světa Azeroth. Archimondův první krok bylo zničení Dalaranu, pomocí magického obrazce v písku zničl céle město. Trosky Dalaranu pak ovládla Pohroma, ale byl lidmi dobyt zpět po porážce Plamenné legie u hory Hyjal slavným válečníkem lordem Garithosem. Dalaran byl později společným úsilím mágů Kirin-Tor v čele s Rhoninem Rudým přesunut na sever do středu kontinentu Northrend, kde dalaranští mágové vedou válku s Pohromou a s modrou dračí letkou aspekta Malygose. Dalaran v době World of Warcraft: Wrath of the Lich King je neutrálním městem. Na původním místě v oblasti Alteracských hor zbyl pouze kráter a růžová magická mlha. O oblast zuří válka mezi lidmi a Opuštěnými.

##### Gilneas
Království Gilneas je malý lidský stát na skalnatém poloostrově v sousedství lesů Silverpine v Lordaeronu. Vzniklo rozpadem starého království Arathor a od té doby mu vládl rod Greymanů. Kromě samotného poloostrova náleží ke Gilneasu ještě ostrůvek Zul'Dare. Z Gilneasu se postupně stala jedna z největších mocností na kontinentu. Když se na počátku druhé války objevili první Orkové na území Lordaeronu, král Terenas svolal Alianci, aby se všechny státy spojily proti této hrozbě. Protože ale Gilneas měl ze všech lidských království nejsilnější armádu, nebyl vládce Genn Greymane z tohoto plánu příliš nadšený, protože věřil, že si s Orky i s jakýmikoliv jinými nepřáteli poradí gilneaská armáda sama. Ke konci války ale bylo království nuceno vstoupit do Aliance z politických důvodů.
Po porážce Orků byli ti, co zbyli, umístěni do internačních táborů a gilneaští diplomaté i sám Greymane prosazovali jejich vyhlazení. Narazil však na silnou opozici, která považovala návrh za nelidský, tak království Gilneas narušilo jednotu Aliance a vystoupilo z ní s odůvodněním, že Gilneas nebude mrhat prostředky na obnovu Hordou zničených království. Takto razantní postoj mohl způsobit černý drak Deathwing, který na sebe během války vzal lidskou podobu a jméno Daval Prestor a usiloval o korunu Alteracu, kterou mu Greymane nabízel. Po nějaké době Greymane zašel ještě dál a rozhodl své království odříznout od „problémů ostatních.“ Nechal vybudovat Greymanův val. Nikdo, dokonce ani lidé, již nesměl přijít nebo odejít z Gilneasu. Dokonce i během třetí války, když Pohroma ovládla Lordaeron, zůstala brána Greymanova valu zavřená a lidé hledající útočiště byli před touto bránou zmasakrováni Pohromou. Gilneas se tak vyhnul tažení nemrtvých.
I když se Gilneas sám uzavřel do absololutní izolace, našli se tací, kteří nedokázali jen tak zavřít oči nad tím, co se dělo ve světě. Stali se námořníky, neboť to byl jediný způsob, jak se dostat ze země. Vyslyšeli naléhání Jainy Proudmoore, že lidé musí odjet na západ do Kalimdoru, jak jí poradil Medivh, protože jedině zde může být svět spasen a zlo, které se z Lordaeronu začalo rozšiřovat také tímto směrem, poraženo. Tito lidé vytvořili tzv. Gilneaskou brigádu, která odcestovala do Kalimdoru s Jainou.
Jednoho dne ale postihla království Gilneas prokletí, které z obyvatel postupně dělalo Worgeny (vlkodlaky). Zemi postihla občanská válka, které lid odolával, avšak jednoho dne provedli Worgeni útok na hlavní město. Útok byl zdrcující, takže armáda Gilneasu se musela stáhnout z města. V tutéž dobu zaútočili i Opuštění pod vedením Sylvanas Windrunner a zdrcená armáda byla již příliš vyčerpaná. Lord Darius Crowley se však rozhodl sjednotit Worgeny a lid Gilneasu (naprostá většina lidí byla už stejně prokletá), a tak se lidské království Gilneas přeměnilo na Worgenní království Gilneas. I přesto se nepodařilo Gilneas ubránit. Na pomoc však přišli Temní elfové, ale ti chtěli překazit invazi vojsk Hordy. Worgeni a Temní elfové se nakonec pokusili znemožnit Hordě zničení přístavu, kde kotvila flotila Temných elfů. Horda dorazila společně se vzducholodí, která nesla těžké pumy, schopné zničit přístav i flotilu. Za pomoci hipogryfů se povedlo vzducholoď zničit a evakuovat gilneaský lid. Worgeni mají od té doby za hlavní město Darnassus, které jim nabídla Tyrande Whisperwind.

##### Kul Tiras
Jedná se o původně pobřežní království lidí a námořní velmoc s hlavním městem Boralus. Dnes se nachází neznámo kde.

##### Stromgarde
Stromgarde je horské království, sousedící s Alterakem. Jeho hlavní město Stromgarde Keep (původně Strom) bylo kdysi hlavním městem starobylé říše Arathi. Snad jediná zmínka o království pochází z druhé války, kdy se Stromgarde spojil s Aliancí. Jeho vládce byl v té době král Thoras Trollbane.

#### Quel'Thalas
Quel’Thalas je lesní oblast ležící na severovýchodě subkontinentu Lordaeron, někdy je dokonce považovaný za samostatný subkontinent. Byl domovem Vznešených elfů, než ho během třetí války opustili kvůli invazi prince Arthase. Později se na místo vrátili jako krvaví elfové a obnovili své hlavní město Silvermoon (Stříbrný měsíc), ležící uprostřed Eversong Woods (Lesů věčné písně). Dále v Quel'Thalasu leží Ghostlands (Země duchů), Sunwell Isle (Ostrov Sluneční studny) a Zul´Aman, domov trollů Amani. Ve hře World of Warcraft se Quel´Thalas objevuje s datadiskem World of Warcraft: Burning Crusade.
Jako království byl Quel´Thalas založen Vznešenými elfy, vedenými Dath´Remarem Sunstriderem, a tisíc let po jejich příchodu do Lordaeronu z Kalimdoru bylo založeno město Silvermoon. Bylo postaveno z bílého kamene a živých rostlin ve stylu dávného Impéria kaldorei, aby souznělo s přirozeným reliéfem krajiny. Ve městě sídlila slavná Akademie Stříbrného měsíce, centrum učení tajemné magie, Sunstrider Spire (Věž toho, jež kráčí po slunci) a majestátní palác obývaný královskou rodinou Vznešených elfů. Jejich nový domov však ohrožovali původní obyvatelé, trollové ze Zul´Amanu. Ty odrazili pomocí magických sil získaných ze Sluneční studny a s pomocí velkých runových kamenů vyznačili hranici magické bariéry, jež je skrývala před Plamennou legií. Později se kvůli trollské hrozbě spojili s lidskými mágy z Dalaranu a vytvořili Strážce, kteří měli zabránit, aby se Plamenná legie znovu nemohla dostat do světa. Později se Vznešení elfové stali členy Aliance v boji s invazí orků a dopomohli k vítězství a Silvermoon válku přečkal víceméně nepoškozený. Ovšem už dvacet let na to se objevila Pohroma nemrtvých, pod jejímž vlivem princ Arthas zabil svého otce a Král lichů ho navedl k tomu, aby odnesl ostatky nekromancera Kel´Thuzada do Sluneční studny. Proto se vydal dobýt Quel´Thalas, přičemž zabil elfí generálku Sylvanas Windrunner a proměnil jí v bánší. Dále byli zavražděni elfí král, členové jeho vlády a většina obyvatel. Pohroma však město po vyčerpání jeho zdrojů zanechala opuštěné. Tak byly Quel´Thalas a Lordaeron zničeny a přeměněny v nakaženou zem. Zbytky Vznešených elfů bojujících po boku lidí se přejmenovali na krvavé elfy a začali slábnout kvůli odříznutí od Sluneční studny. Aby nalezli nový zdroj magické moci, spojili se s Illidanem a jeho Nagy, později s Hordou, ale kvůli tomuto činu je Aliance označila za zrádce.

##### Silvermoon
Hlavním městem Quel'Thalasu je Silvermoon (Stříbrný měsíc). V době World of Warcraft se toto město s největší populací krvavých elfů na Azerothu stále opravuje. Znovu osídlená je pouze východní část původního města, západní část je už od dob třetí války stále opuštěná, přestože invazi přečkaly budovy města víceméně neporušené (avšak hledači pokladů město po válce vyrabovali). Hranicí mezi těmito dvěma částmi Silvermoonu je Dead Scar (Mrtvá jizva), pozůstatek po cestě Arthase a jeho nemrtvé armády za oživením Kel´Thuzada. V elfuprázdné polovině už je však znovu vybudováno Falconwing Square (náměstí Sokolího křídla). Zajímavé je, že se v ruinách Silvermoonu nevyskytují žádní nemrtví, jen magií poznamenaní elfové Wretched (Ubožáci) a špatně fungující Arcane Guardians (Tajemní strážci). Tak jako tak zůstává Silvermoon největším z měst Hordy. Pod vedením Velkého magistra Rommatha, který se vrátil z Outlandu s učením prince Kael´Thase a tajnou ochranou Anveeny, avatara Sluneční studny. Právě s těmito silami se elfům povedlo obnovit východní polovinu města, a dále se snaží navrátit městu původní slávu. Při obnově bylo použito velké množství magie na létající věže, ochranu před Morovými zeměmi, a Orb přemístění, spojující Silvermoon s Undercity. Co se stalo s duchy vysokých elfů strašících v dávných síních, není známo.
V současné době je Silvermoon veden Lor´Themarem Theronem jako regentem Quel´Thalasu a vůdcem krvavých elfů na Azerothu v nepřítomnosti prince Kael´thase. Halduron Brightwing (Halduron Jasný vítr) je novým generálem hraničářů a vůdcem vojsk krvavých elfů. Velký magistr Rommath je vůdce všech magů krvavých elfů na Azerothu a je plně loajální princi Kael´Thasovi.

#### Khaz Modan
Horské království trpaslíků Khaz Modan se nachází mezi lordaeronským a azerothským subkontinentem. Hlavním městem je Ironforge. I toto království trpělo invazí orků během druhé války, proto se stalo součástí Aliance (Warcraft).

### Kalimdor

Kalimdor

Kalimdor je kontinent na západě světa Azeroth. Je obýván temnými elfy, taureny, trolly, nově orky, draenei, nagy a ogry. Jmenoval se tak i původní velký kontinent před výbuchem Studny věčnosti během první invaze Plamenné legie (Války prastarých) a jeho jméno znamená v jazyce titánů a temných elfů „Země věčného světla hvězd“.
Před deseti tisíci lety vládli na Kalimdoru Temní elfové, jejichž spojenci se během Války prastarých stali taureni. Během třetí války a další bitvy s Plamennou legií se s nimi spojili i lidé, orkové a trollové. Draenei jsou na tomto kontinentu noví. Po vyhnání Plamenné legie je rozložení sil na Kalimdoru následující: Horda ovládá především centrální a východní část, Aliance sever. Na Kalimdoru je krajina velice různorodá, od ledových plání Zimního pramene na severu, horkých pouští Tanarisu na jihu, mystických lesů Jasanového údolí (Ashenvale), suchých a kamenitých Písčitých jehel po bujnou džungli Feralas. Sever je pokrytý především hustými lesy alpského typu, centrální země ovládané Hordou jsou drsnější a méně úrodné s výjimkou Mulgore. Na jihu se střídají pusté pouště s krásnými tropickými regiony Feralas a kráterem Un´Goro.
| Centrální Kalimdor - Barrens - Desolace - Durotar - Dustwallow Marsh - Echo Isles - Mulgore - Stonetalon Mountains |  | Severní Kalimdor - Ashenvale - Azshara - Azuremyst Isles - Darkshore - Felwood - Moonglade - Teldrassil - Winterspring |  | Jižní Kalimdor - Feralas - Silithus - Tanaris - Thousand Needles - Un'Goro Crater - Uldum |

#### Barrens
Barrens je nejrozsáhlejší oblast Kalimdoru, kterou tvoří nekonečné pustiny. Je ovládaná téměř celá Hordou kromě neutrálního přístavu Ratchet, pevnosti Northwatch Hold a Bael Modan. Hlavní osady Hordy jsou Crossroads a Camp Taurajo. Barrens jsou pokryty výhradně savanou, pouze okolo Crossroads se nacházejí tři oázy. V Barrens žije velké množství nejrůznějších druhů – srsnatí quillboarové („Prasečí lidé“), kentauři, goblini, nemrtví, trpaslíci, lidé, taureni, orkové a harpyje.
Skrz celé Barrens vede Zlatá stezka (Gold Road), která vede na sever do Ashenvale (Šedavé udolí) a na jih do Thousand Needles (Tisíce jehel). Další sousedící země jsou Mulgore, Durotar, Dustwallow Marsh a Stonetalon Mountains.

##### Crossroads
Crossroads je městečko náležící Hordě v Barrens. Jedná se o významný dopravní uzel, propojující celý Kalimdor pomocí wyvern. Městem procházejí dvě nejdůležitější dopravní tepny Kalimdoru (Zlatá stezka - Gold road, Východo-západní stezka - East-West Road). V době World of Warcraft: Cataclysm ale význam Crossroads jako dopravního uzlu klesá a jeho roli přebírá naopak Ogrimmar. Crossroads se nacházejí přímo v srdci severních Barrens, proto jsou velice vyhledávaným místem. Crossroads a Camp Taurajo leží na cestě mezi Orgrimmarem a Thunder Bluffem, dvěma hlavními městy Hordy, stejně tak i do Ratchetu, odkud je možné spojení do přístavu Booty Bay ve Východních království.

#### Durotar
Durotar je nová domovina Orků, která byla založena na východním pobřeží Kalimdoru poblíž oblasti Barrens po vyhnání Plamenné legie z Azerothu po třetí válce, náčelníkem Hordy Thrallem. Oblast nese jméno Thrallova zavražděného otce Durotana.
Thrall přivedl orky na Kalimdor na začátku třetí války a s pomocí taurenů, kterým pomohl ochránit Mulgore před kentaury, založil novou domovinu pro svůj lid. Svou novou zem pojmenovali Durotar, kde orkové chtěli znovu vybudovat svou kdysi slavnou společnost. Démonická kletba jejich lidu skončila a Horda se od té doby změnila z válkychtivých bojovníků v seskupení oddané přežití a prosperitě namísto dobývání, tak jako tomu bylo v jejich původní domovině. S pomocí hrdých taurenů a prohnaných trollů z kmene Darkspear nastolil Thrall a jeho orkové novou éru míru.

##### Orgrimmar
Orgrimmar je hlavní město orků a trollů v severní oblasti Durotaru na úpatí hor poblíž lokality Azshara. Jedná se o velkolepé město a je domovem náčelníků Hordy.
Po založení Durotaru začala tvorba velkého válečnického města Orgrimmaru, jež nese jméno bývalého náčelníka Hordy, Orgrima Doomhammera. Nové město bylo postaveno v krátkém čase s pomocí goblinů, taurenů, trollů a Mok'Nathala (poloorka a poloogra) Rexxara. Navzdory problémům s kentaury, harpyjemi, vzteklými hromovými ještěry, koboldy, zlými orkskými černokněžníky z klanu Burning Blade, srstnatými quillboary („Prasečími lidmi“), a vpádu loďstva Kul Tirasu, vedeného admirálem Proudmoorem, Orgrimmar prosperoval a stal se metropolí orků a trollů z kmene Darkspear. Časem do Orgrimmaru přišli Opuštění a Krvaví elfové, kteří se připojili k Hordě.
Město je rozděleno do přírodních údolí a utvořeno okolo zakřiveného terénu severního Durotaru. Středem města je Údolí síly, kde se nachází sídlo náčelníka za městskou bránou, a také Síň legend (kasárna, kde je možné vyzvat na duel ostatní). Na severovýchod od údolí Síly je čtvrť The Drag, a dál na severovýchod Údolí Cti, kde se nachází Kruh Slávy a Síň statečných. Západně od Drag se nachází Cleft od Shadow (Štěrbina stínů) s Ragefire Chasm, dále na severozápadě Údolí moudrosti, na západě Údolí duchů a gobliní slumy.
Pod vládou Garroshe Hellscreama prošlo město rozsáhlou rekonstrukcí, původní stavby z kamene a dřeva byly pokryty černou ocelí, hlavní sídlo náčelníka se přesunulo z Údolí moudrosti do Údolí síly a vznikly nové čtvrtě. Každá byla opatřena bankou, aukční síní a poštou, a kde bydlely různé členské národy Hordy. V centru Orgrimmaru se nacházejí přístavy pro vzducholodě a stal se průchozí destinací do Azshary. Byl dobudován i námořní přístav. Tak se stal nejfrekventovanějším místem ve hře World of Warcraft. Orgrimmar slouží jako největší dopravní uzel Hordy, odkud se dá dostat kamkoliv, ať už letecky, portály, lodí či pěšky. Díky novým čtvrtím je populace Hordy sice méně soustředěná v Údolí síly než dříve, nicméně s novými dopravními možnostmi a strategickému umístění se Orgrimmar stal největším hlavním městem v celém světě Warcraft.

#### Mulgore
Mulgore je travnatá a úrodná oblast uprostřed Kalimdoru, kterou obývají taureni. Uprostřed Mulgore se tyčí jejich hlavní město Thunder Bluff. Celou oblast ohraničují vysoké hory, pouze na východě je průsmyk do Barrens a Campu Taurajo.

##### Thunder Bluff
Thunder Bluff je hlavní město Taurenů, nacházející se v Kalimdoru v oblasti Mulgore na čtyřech stolových horách. Je zde mnoho obchodů a je součástí Hordy. Thunder Bluff se rozděluje na 4 části – Hunter rise, Spirit rise, Elder rise a největší čtvrť beze jména. Do Thunder Bluffu se dá dostat výtahem. V jednotlivých čtvrtích jsou trenéři všech možných profesí a v té největší části se vyskytují trenéři vedlejších profesí, první pomoci, vaření atd. Žije zde náčelník Taurenů Baine Bloodhoof. V Blízkosti Thunder Bluffu je vesnice Bloodhoff Village.

#### Theramore
Ostrov Theramore je místo na jih od Durotaru, kam se po bitvě o horu Hyjal na konci třetí války stáhly expediční vojska Východních království, vedených Jainou Proudmoore. Hlavním městem Theramoru se stala pevnost Dustwallow Marsh. Jedná se o hlavní lidskou državu v Kalimdoru.

#### Ashenvale
Ashenvale je domovinou Nočních elfů, jehož dominantou je obří hora Hyjal, kde se nacházel Strom života. Stal se dějištěm závěrečné bitvy o horu Hyjal proti Archimondovi a jeho Plamenné legii, kde proti němu stála jak Aliance, tak Horda, a spojené síly uspěly. Ashenvale je pokryt velmi hustým jehličnatým lesem, zvaným Ashenvalský les. Na jih od Ashenvalu se nachází planiny Barrens a také Durotar. Na východě od Ashenvale jsou zkažené lesy Felwood, a na západě přímořská oblast Azshara.

### Northrend

Northrend

Northrend, aneb ledová koruna světa Azeroth. Jedná se o třetí kontinent tohoto světa. Z počátku byl ovládán pavoučím národem Nerubianů, ti ale byli v průběhu Války pavouků pozabíjeni a nyní jich už žije velmi málo. Northrend totiž ovládla Pohroma nemrtvých. Ve střední části Northrendu se nachází ledovec Ledová koruna, na kterém je Ledový trůn, kde sídlí král Lichů.

#### Grizzly Hills
Grizzly Hills je lokace Northrendu, typická svojí přírodou, jež připomíná Kanadu. Nachází se zde hlavní město furbolgů (srstnatců) Grizzlemaw. V sousedství Girzzlemawu se nachází pevnost Drak'Tharon (někdejší Mal'Ganisova pevnost, kde byl zabit Arthasem). Kdysi tu stával strom Vordrassil. Grizzly Hills je mnohými vnímán jako nejhezčí oblast v celém světě Warcraft.

#### Icecrown
Icecrown (neboli Ledová koruna), nechvalně proslavená jako oblast, kde se nachází Ledový trůn Krále lichů. Z toho vyplývá, že Ledová koruna je metropolí a základní oblastí Pohromy.

### Pandaria

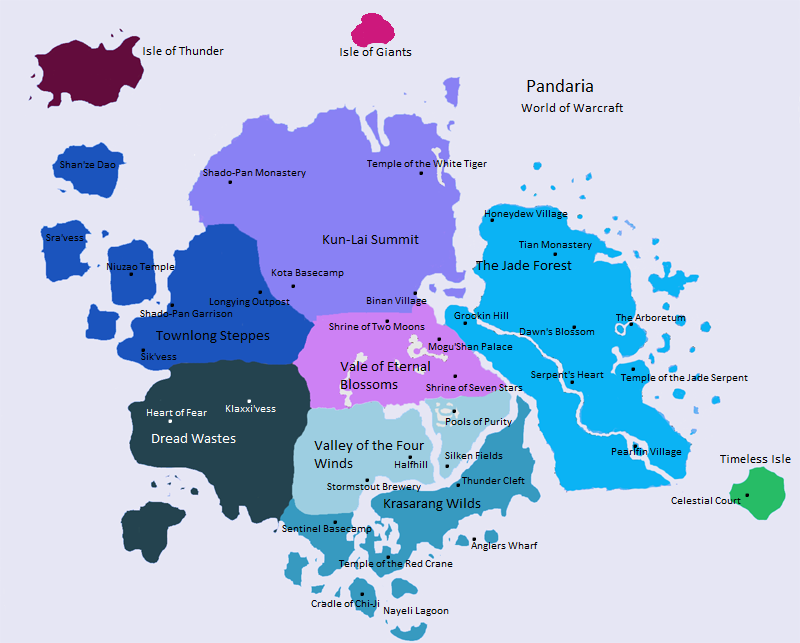
Pandaria

Pandaria je daleký ostrov na jihu světa Azeroth, který obývá zejména inteligentní plemeno Pandarenů se svou civilizací, nápadně podobnou Východní Asii.

## Draenor

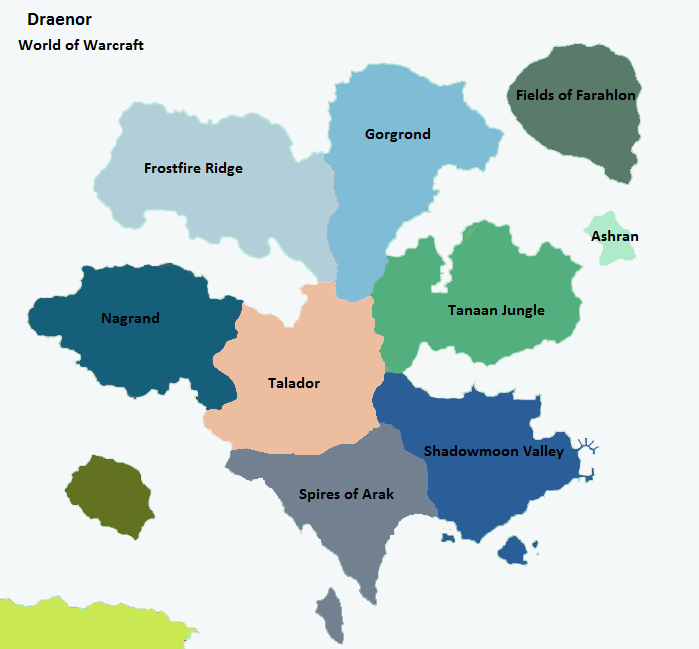
Draenor

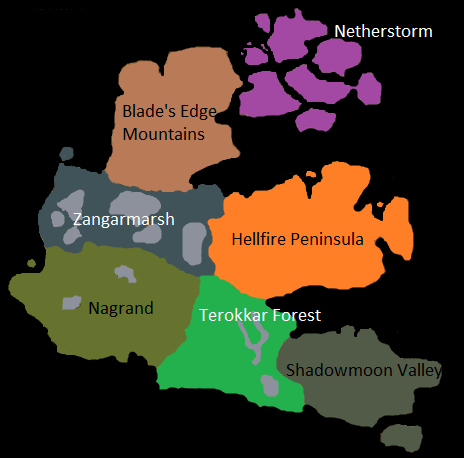
Outland

Draenor byl svět a původní domovina Orků, Ogrů a později přistěhovalých Draenei. Byl nazýván i jako „Rudý svět“. Po událostech z konce druhé války byl zničen. To, co z něj zbylo, se dnes nazývá Outland.
Údajně se nacházel ve stejné sluneční soustavě jako Azeroth a byl viditelný z jeho povrchu. Kdysi to byl svět plný života, ačkoliv nebyl barevně ani druhově rozmanitý, ale vládla v něm ekologická rovnováha. Celý svět měl relativně hustou atmosféru a bylo na ní celkově chladněji, než v Azerothu. Povrch planety byl totiž zahalen hustým mrakem prachu a popela díky značné sopečné činnosti a velké vzdálenosti od slunce. Podnebí tedy připomínalo podmínky v tundře během vulkanické činnosti.Travnatý porost byl na Draenoru dost sporý a byl často rozdupáván orkskými hordami. Mezi zvířenu Draenoru patřily např. srstnatá divoká prasata, velcí pouštní červi a velcí vlci, které orkští šamani někdy ochočovali. Po otevření Temného portálu bylo do Draenoru zavlečeno několik dalších rostlinných a živočišných druhů.

### Zánik Draenoru
Po ovládnutí světa Plamennou legií začal svět být temnější. Rozběsněné orkské hordy začaly vyvražďovat draeneiské obyvatelstvo a svou činností ničit přírodu. Otevřením temného portálu se zkažený duch tohoto světa začal přelévat i do Azerothu. Po druhé válce byl sice Temný portál dočasně uzavřen, ale po jeho znovuotevření vtrhly do Draenoru alianční expediční vojska, která měla za úkol zničit Orky jednou pro vždy. V té době již byl Draenor plně pod vládou démonů a na jeho povrchu se objevovaly mračna démonických bytostí. Orkský šaman Ner'zhul si byl vědom konce tohoto světa, a tak vyslal do Azerothu jednotku pod vedením Groma Hellscreama, aby shromáždila artefakty nutné k otevření nového portálu. Když mu je Grom Hellscream donesl, začal Ner'zhul s otvíráním hned několika portálů najednou. Chtěl na Draenoru vytvořit cestovní uzel mezi všemi známými světy ve vesmíru, jenže energie tolika Temných portálů na jedné planetě způsobila zhroucení draenorského jádra. Sopky byly aktivnější, než kdy jindy a celé kontinenty denně postihovalo zemětřesení.
Když si Ner'zhul uvědomil, co udělal, rozhodl se zachránit sám a prošel jedním z portálů. Ostatní Orkové se stáhli k Temnému portálu vedoucím do Azerothu, kde se museli utkat s lidmi, kteří ho měli pod kontrolou. Jediný klan, kterému se podařilo lidskou obranu prorazit, byl Hellscreamův klan Warsong. Krátce po jejich průchodu portálem do Azerothu byl Temný portál zničen lidským mágem Khadgarem, který tak zabránil přelití zkázy do jeho domova. Draenor se po několika minutách od uzavření portálu do Azerothu zcela zhroutil. Byly rozervány celé kontinenty a výbuch byl vidět i z povrchu Azerothu. Tam, kde byl dříve Draenor, je dnes obří meteorit, na kterém se dochoval celkem nepoškozený poloostrov Hellfire, který si zázrakem udržel atmosféru a dostatečné podmínky pro život, které ale byly horší než kdykoliv předtím. Tento zbytek Draenoru se dnes nazývá Outland a je obklopen hustým meteorickým rojem z ostatních zbytků planety.

## Outland
Jedná se o zbytek Draenoru, na kterém se jako zázrakem udržely minimální podmínky k životu, nicméně je nyní značně démonický. Tam, kde byla dříve žíravá draenorská moře, je černá propast, kterou prosvítají energie Spletitého podsvětí.

## Spletité podsvětí
Spletité podsvětí je nekonečná dimenze, která slouží jako domov démonů a Plamenné legie.